# Рахманова, Аимхон
Аимхон Рахманова (узб. Oyimxon Rahmonova; 17 мая 1922 года — неизвестно, Узбекская ССР) — линтерщица Ленинского хлопкоочистительного завода Министерства лёгкой промышленности Узбекской ССР, Андижанская область. Герой Социалистического Труда (1966).

## Биография
Родилась в 1922 году в одном из населённых пунктов современного Асакинского района. С 1943 года трудилась линтерщицей на Ленинском хлопкоочистительном заводе.
Ежегодно показывала высокие трудовые результаты. Досрочно выполнила личное социалистическое обязательство и плановые задания Семилетки (1959—1965). Указом Президиума Верховного Совета СССР от 9 июня 1966 года удостоена звания Героя Социалистического Труда за «выдающиеся заслуги в выполнении заданий семилетнего плана и достижение высоких технико-экономических показателей по производству тканей, трикотажу, обуви, швейных изделий и другой продукции легкой промышленности» с вручением ордена Ленина и золотой медали «Серп и Молот».
С 1971 года — рихтовальщица на этом же заводе. Дальнейшая судьба неизвестна.